# Gustavo Albarracín
Gustavo Hidalgo Albarracín (Las Varillas, 28 aprile 2006) è un calciatore argentino, centrocampista del Talleres (C).

## Caratteristiche tecniche
Gioca come centrocampista centrale.

## Carriera

### Club
Albarracín è cresciuto nel settore giovanile del Talleres (C), con cui ha firmato il primo contratto professionistico il 26 luglio 2023. Ha debuttato in prima squadra il 2 giugno 2024 nell'incontro di Primera División vinto 4-2 contro il Central Córdoba (SdE) dove ha trovato anche la sua prima rete.

### Nazionale
Nel 2023 ha partecipato con la Argentina Under-17 al campionato sudamericano ed al mondiale di categoria.

## Statistiche

### Presenze e reti nei club
Statistiche aggiornate al 24 luglio 2024.
| Stagione        | Squadra         | Campionato      | Campionato | Campionato | Coppe nazionali | Coppe nazionali | Coppe nazionali | Coppe continentali | Coppe continentali | Coppe continentali | Altre coppe | Altre coppe | Altre coppe | Totale | Totale | Totale |
| Stagione        | Squadra         | Comp            | Pres       | Reti       | Comp            | Pres            | Reti            | Comp               | Pres               | Reti               | Comp        | Pres        | Reti        | Pres   | Reti   |        |
| --------------- | --------------- | --------------- | ---------- | ---------- | --------------- | --------------- | --------------- | ------------------ | ------------------ | ------------------ | ----------- | ----------- | ----------- | ------ | ------ | ------ |
| 2024            | Talleres (C)    | PD              | 8          | 1          | CA+CdL          | 1               | 0               | CL                 | 0                  | 0                  |             | -           | -           | 9      | 1      |        |
| Totale carriera | Totale carriera | Totale carriera | 8          | 1          |                 | 1               | 0               |                    | 0                  | 0                  |             | -           | -           | 9      | 1      |        |

## Palmarès

### Club

#### Competizioni nazionali
- Supercopa Internacional: 1

Talleres: 2023